# Mort d'Ayman al-Zawahiri
La mort d'Ayman al-Zawahiri est survenue le 31 juillet 2022 à Kaboul, en Afghanistan par le tir, depuis un drone américain,  de deux missiles Hellfire R9X, un engin non explosif conçu pour tuer individuellement. La frappe a été autorisée par le président américain Joe Biden. Al-Zawahiri avait aidé à planifier les attentats du 11 septembre et était devenu le chef d'al-Qaïda après la mort d'Oussama ben Laden en 2011. Recherché par les États-Unis à partir de 2001, il vivait caché depuis.  
Cette frappe intervient un an après la fin de la guerre en Afghanistan et le retrait chaotique des troupes américaines. Dans le cadre de l'accord de ce retrait conclu par les talibans et Donald Trump et accepté par son successeur Joe Biden, les talibans avaient accepté de ne pas fournir de refuge aux personnes impliquées dans Al-Qaïda ou dans d'autres organisations terroristes et les États-Unis avaient accepté de ne mener des opérations militaires en Afghanistan qu'avec le consentement du gouvernement taliban.

## Retour d'al-Zawahiri à Kaboul et repérage américain
Recherché depuis plus de 20 ans par les États-Unis, al-Zawahiri s'est longtemps caché dans les zones tribales à la frontière entre l'Afghanistan et le Pakistan, plus probablement du côte pakistanais. Il  profite du retour des talibans au pouvoir pour revenir en Afghanistan. La CIA apprend d'abord que sa famille se trouve dans la capitale afghane puis découvre qu'il y est installé aussi, dans une résidence du quartier cossu de Sherpur, dans le centre-ville de Kaboul. Plusieurs villas de ce quartier sont occupées par des responsables et des commandants talibans de haut rang. Une frappe précédente un an plus tôt avait raté sa cible et provoqué des morts parmi les civils. 
Après l'assassinat d'al-Zawahiri, le président américain Joe Biden confirma que la communauté du renseignement des États-Unis avait suivi celui-ci au début de 2022 alors qu'il emménageait à Kaboul. Une source diplomatique française parle d'une installation à Kaboul en mai 2022. Les services de renseignements américains connaissent alors la maison qu'il occupe, une maison d'habitation de 3 étages où il vit avec sa famille. Le New York Times, citant un analyste américain, a rapporté que la maison frappée appartenait à un haut responsable taliban, Sirajuddin Haqqani, influent ministre de l'Intérieur du gouvernement taliban et chef du clan homonyme, bien implanté de part et d'autre de la frontière entre l'Afghanistan et le Pakistan et réputé proche des groupes djihadistes des zones tribales pakistanaises et des services de renseignement pakistanais. Le réseau Haqqani est très présent dans l'est de l'Afghanistan et à Kaboul.
La difficulté vient que al-Zawahiri ne sort pas de sa résidence, où vit sa famille, peut-être aussi d'autres personnes. La maison où il réside est collée à d'autres maisons ce qui rend dangereux un tir. Le président américain a demandé expressément que cet assassinat ciblé ne tue aucune autre personne. Une précédente frappe américaine un an plus tôt, sans que le gouvernement américain ne précise qui était visé, avait raté sa cible et provoqué des morts parmi les civils. En mai ou en juin, plusieurs scénarios sont proposés au président américain. Le 1er juillet, une réunion se tient dans la Situation Room de la Maison Blanche autour du président avec plusieurs hauts responsable américains dont la directrice du renseignement national Avril Haines, le directeur de la CIA Bill Burns et le conseiller à la sécurité nationale Jake Sullivan. Une maquette de la maison où loge Al-Zawahiri est même exposée lors de cette réunion. 
Selon une source diplomatique américaine, une équipe de surveillance au sol, non américaine, a effectué des repérages. al-Zawahiri est vu « à de multiples reprises et pour de longues durées sur un balcon » de sa maison et où il aimait lire tôt le matin.
Les raisons de son installation à Kaboul restent encore obscures. Peut-être que le suivi de son organisation et le recrutement de nouveaux membres étaient plus faciles depuis la capitale. Le New York Times souligne qu'Al-Zawahiri aurait pu aussi y bénéficier de soins médicaux plus poussés.

## Attaque
Joe Biden donne son accord pour une frappe dans la semaine du 18 au 24 juillet 2022. La semaine suivante, le 31 juillet, al-Zawahiri se tient sur le balcon de sa maison. À 6 h 18 heure locale, un drone américain le tue avec le tir de deux missiles Hellfire R9X. Le R9X est une version de l'AGM-114 Hellfire dont l'existence n'avait jamais été confirmée par le Pentagone et qui serait utilisée pour des assassinats ciblés. Cette version du missile n'a pas d'explosif, afin de réduire les dommages collatéraux (pas d'effet de souffle), la létalité de l'arme est assurée par l'énergie cinétique et par six lames auto-déployantes qui s'ouvrent peu avant l'impact. Des responsables américains indiquent qu'aucun membre de la famille d'al-Zawahiri n'a été blessé. Sur les photos de la maison après l'impact, on aperçoit des fenêtres soufflées sur un étage, mais le reste du bâtiment, dont les autres fenêtres, est intact.

## Suites
La nouvelle est communiquée par les États-Unis deux jours après le déclenchement de la frappe afin d'avoir la confirmation de la mort d'al-Zawahiri. Un haut responsable de l'administration américaine avait alors juste confirmé aux journalistes qu'au cours du week-end, une frappe de drone avait eu lieu qui avait éliminé une importante cible d'al-Qaeda en Afghanistan.
Dès la nouvelle de la frappe contre al-Zawahiri, les principaux leaders du clan Haqqani, Sirajuddin Haqqani, son oncle Khalil, ministre des Réfugiés, son frère Anas et d'autres membres du clan auraient quitté précipitamment Kaboul. Selon une source de l'ONU sur place, des convois ont traversé la ville à vive allure et les rendez-vous prévus de ces personnalités ont été annulés brutalement. Sirajuddin Haqqani fait l'objet depuis quelque temps d'un mandat de recherche émis par les États-Unis. Les talibans se sont lancés dans les jours qui ont suivi l'attaque, à une chasse aux informateurs ayant permis de mener cette frappe, fouillant de nombreux domiciles privés. La famille d'al-Zawahiri, dont aucun membre n'a été blessé dans la frappe, a été évacuée par le clan Haqqani.

## Réactions
Avant l'annonce américaine, les talibans ont déclaré dans un premier communiqué qu'une frappe aérienne avait été menée contre une habitation du quartier de Sherpur à Kaboul, et ont condamné cette opération, avant de reconnaitre 48 heures plus tard la mort du leader d'al-Qaida. Les talibans dénoncent alors une « claire violation des principes internationaux » et des accords de Doha. L'un de leur porte-parole déclare que « de telles actions sont une répétition des expériences ratées des vingt dernières années et vont à l'encontre des intérêts des États-Unis d'Amérique, de l'Afghanistan et de la région ». Des membres du réseau Haqqani avaient tenté de dissimuler la mort d'al-Zawahiri bien que les Américains l'aient déjà confirmée[réf. nécessaire]. 
Les États-Unis dénoncent une violation des accords de Doha de la part des talibans, qui ont permis à al-Zawahiri de revenir dans le pays. Joe Biden qualifie la frappe de « délivrance de la justice ». Elle est aussi saluée par le Canada, les États-Unis, l’Arabie Saoudite, Israël et la France.
Quelques jours plus tard, le 4 août, le gouvernement des talibans déclare « qu'il n'avait pas d'informations » sur la présence du chef d'Al-Qaïda en Afghanistan, indiquant dans un communiqué officiel que : « les dirigeants de l'Émirat islamique d'Afghanistan ont demandé aux services de renseignement de mener une enquête approfondie et sérieuse sur l'incident », citant pour la première fois le nom du chef d'Al-Qaïda.

## Conséquences
Selon un diplomate français, les États-Unis ont avec cette frappe « mis une épée de Damoclès sur la tête des dirigeants talibans, et disposent d'un moyen de les contraindre à respecter certaines lignes rouges ». Les observateurs notent néanmoins que le réseau jihadiste international est très décentralisé et résilient,, et qu'il survivra à la mort d’Al-Zawahiri comme il avait survécu à celle de Ben Laden. Al-Qaïda n'a pas nommé immédiatement de successeur à al-Zawahiri, mais selon les experts de l'ONU et le chercheur danois Tore Refslund Hamming, un autre Égyptien, Mohammed Salahuddin Zeidan,  pourrait prendre la tête du mouvement,. 
La frappe a mis en question la sécurité de Mark Frerichs (en), un ingénieur civil de 60 ans et le seul otage américain connu en Afghanistan.